# Serjania pedicellaris
Serjania pedicellaris är en kinesträdsväxtart som beskrevs av Ludwig Radlkofer. Serjania pedicellaris ingår i släktet Serjania och familjen kinesträdsväxter. Inga underarter finns listade i Catalogue of Life.